# Elekcja 1575

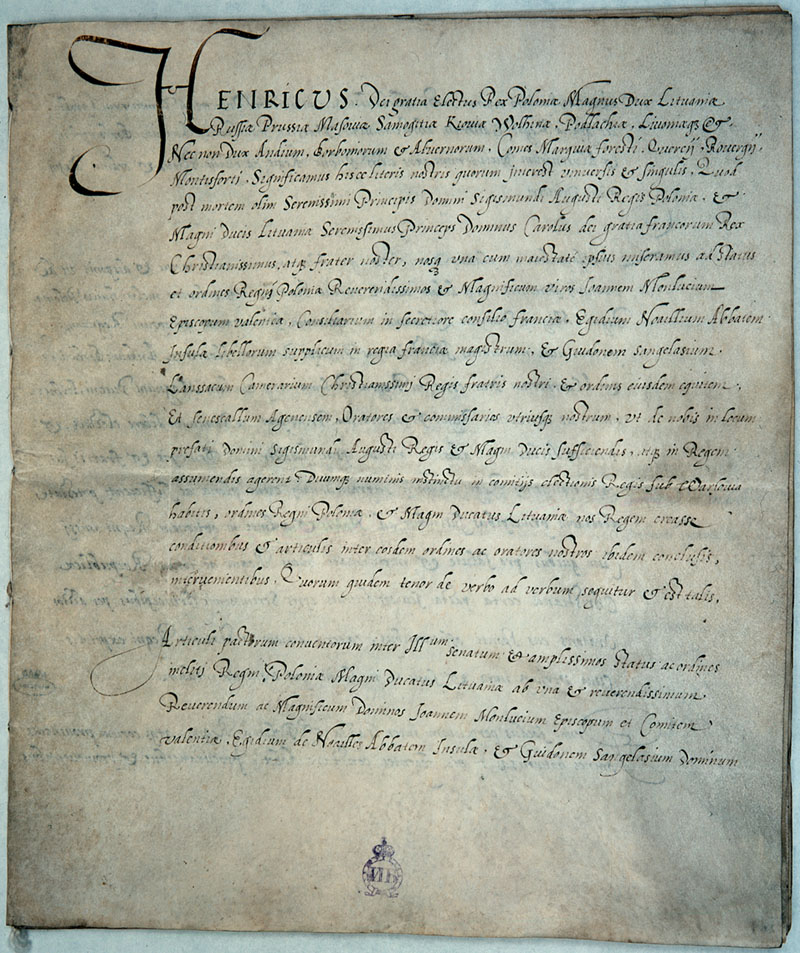
Pacta conventa

Elekcja 1575 (druga wolna elekcja) – po wyjeździe Henryka Walezego, w nocy z 18 na 19 czerwca 1574 roku do Francji po koronę francuską, rozpoczął się okres bezkrólewia w Rzeczypospolitej. Bezkrólewie skończyło się podwójną elekcją na sejmie elekcyjnym. Walkę o koronę polską wygrali Anna Jagiellonka i  Stefan Batory.

## Sytuacja państwa po wyjeździe Henryka Walezego

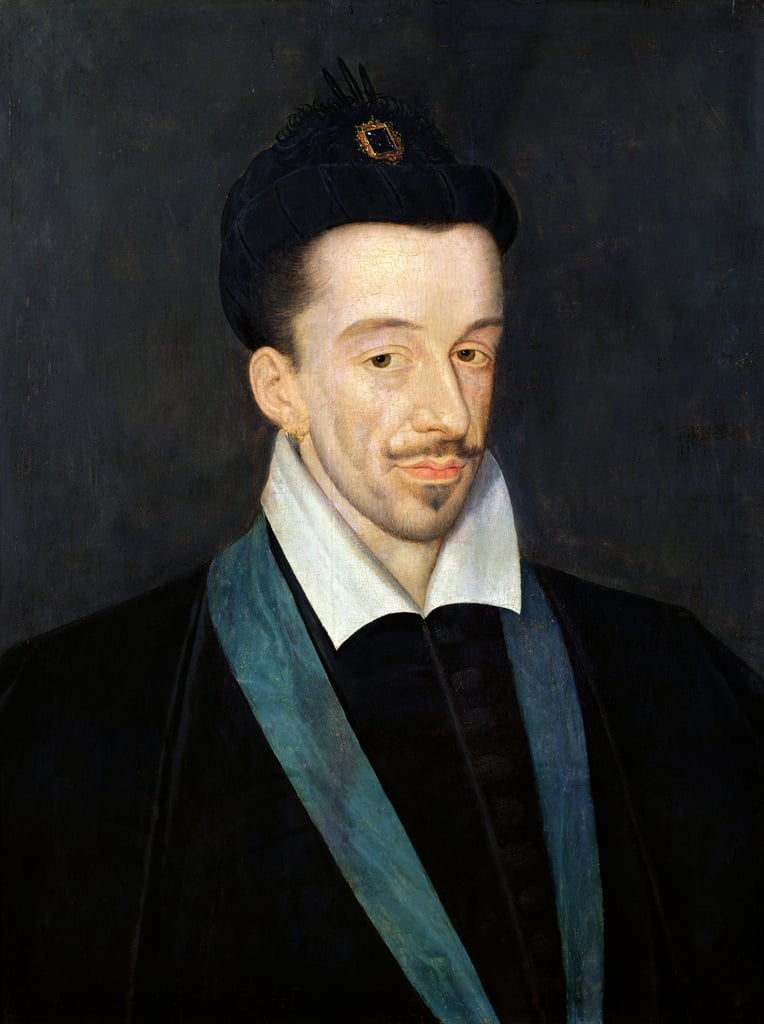
Henryk Walezy

Na wieść o śmierci swojego brata, Karola IX, Henryk Walezy udał się, za namową matki Katarzyny Medycejskiej, do Francji by tam objąć koronę tego państwa. Po opuszczeniu Rzeczypospolitej Henryk Walezy nadal tytułował się królem Polski, podczas pobytu we Francji reprezentował interesy Korony. Sam wyjazd króla był rozważany dużo wcześniej, planowano jego ślub z Anna Jagiellonką, która miała sprawować władzę w Polsce. Stworzyłoby to szansę panowania w dwóch państwach.
W zaistniałej sytuacji grożącej anarchią państwa, prymas Polski Jakub Uchański zwołał pod koniec sierpnia 1574 roku zjazd senatorsko-szlachecki, bez udziału przedstawicieli Litwy, Inflant i Prus Królewskich. Dyskutowano na nim czy w Polsce jest bezkrólewie, czy też nie. Za uznaniem Henryka królem opowiedziała się partia katolicka, lecz większość chciała uznania bezkrólewia. W wyniku kompromisu postanowiono wezwać Henryka do powrotu przed 12 maja 1575 roku. Na ten sam dzień zwołano zjazd do Stężycy. Zjazd ten nie podjął żadnych decyzji, doszło jedynie do zaostrzenia rywalizacji między obozem habsburskim i antyhabsburskim. Przedłużającą się patową sytuację zmienił najazd tatarski, który spustoszył Podole i Ruś Czerwoną biorąc ogromną liczbę ludzi w jasyr. Prymas Polski uzyskując poparcie senatu ogłosił drugie bezkrólewie.

## Sejm konwokacyjny

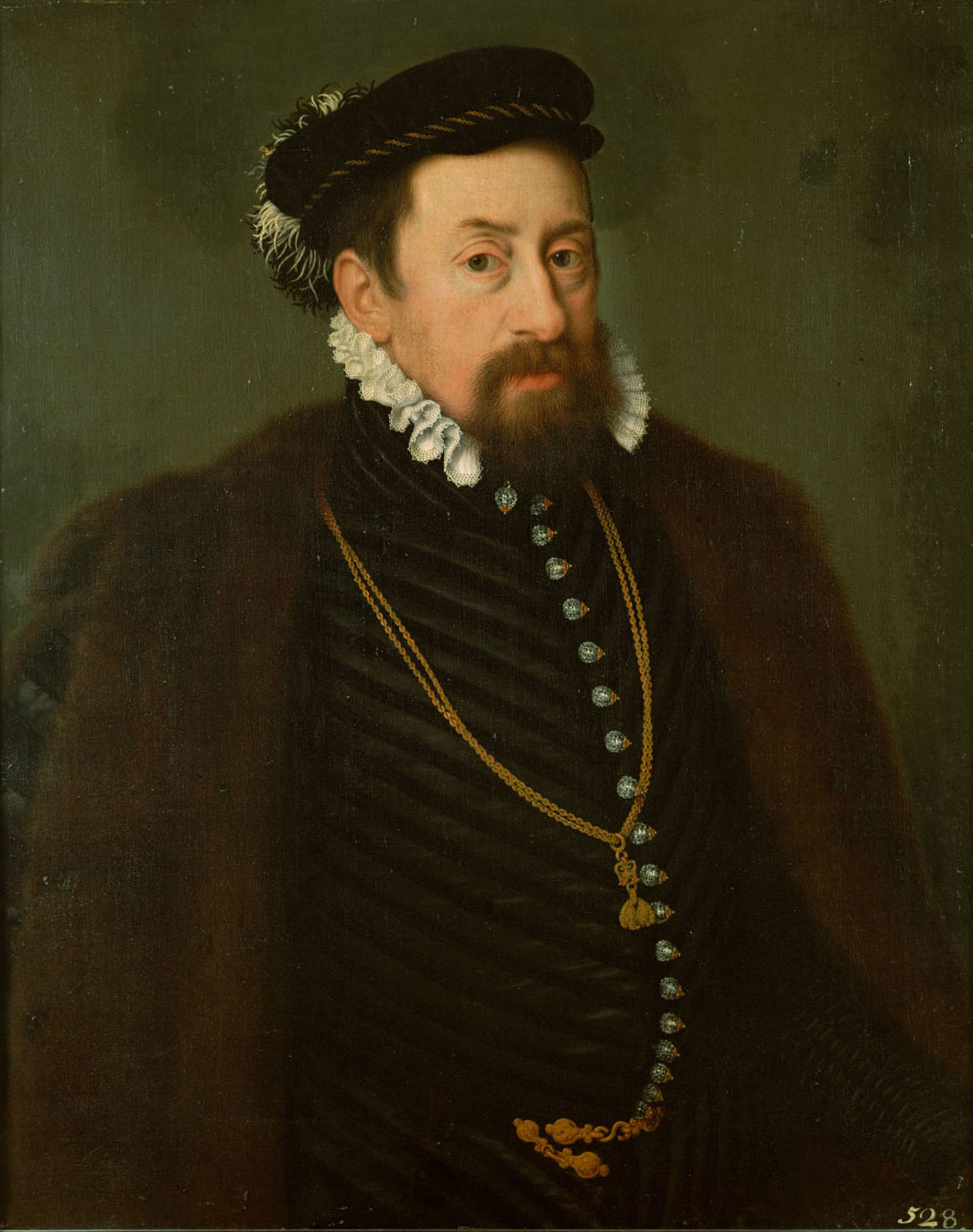
Maksymilian II Habsburg

Prymas wyznaczył sejm konwokacyjny  na 3 października 1575 roku. Ustalono na nim datę elekcji na 7 listopada 1575 roku. Stronnictwo francuskie i habsburskie (prymas Uchański, większość senatorów) opowiedziało się za kandydaturą cesarza Maksymiliana II. Prócz tego zyskał on poparcie episkopatu obiecując przywrócenie egzekucji wyroków sądów kościelnych oraz protestantów, sporej części magnatów, miast pruskich i Litwinów. W opozycji do tej kandydatury była szlachta lecz bez poważnego kandydata. „Piasta” na tronie widział Jan Zamoyski. Rozważano również kandydaturę Jana III Wazy, jego syna oraz Stefana Batorego. W tej sytuacji, dużą rolę odegrało poselstwo tureckie zachęcające do wyboru „Piasta”, Jana III Wazy, bądź Batorego. W razie wyboru na króla, Maksymilian II zagroziłby wojną Turcji, co było sprzeczne z jej dotychczasową polityką pokojową wobec Rzeczypospolitej.

## Elekcja

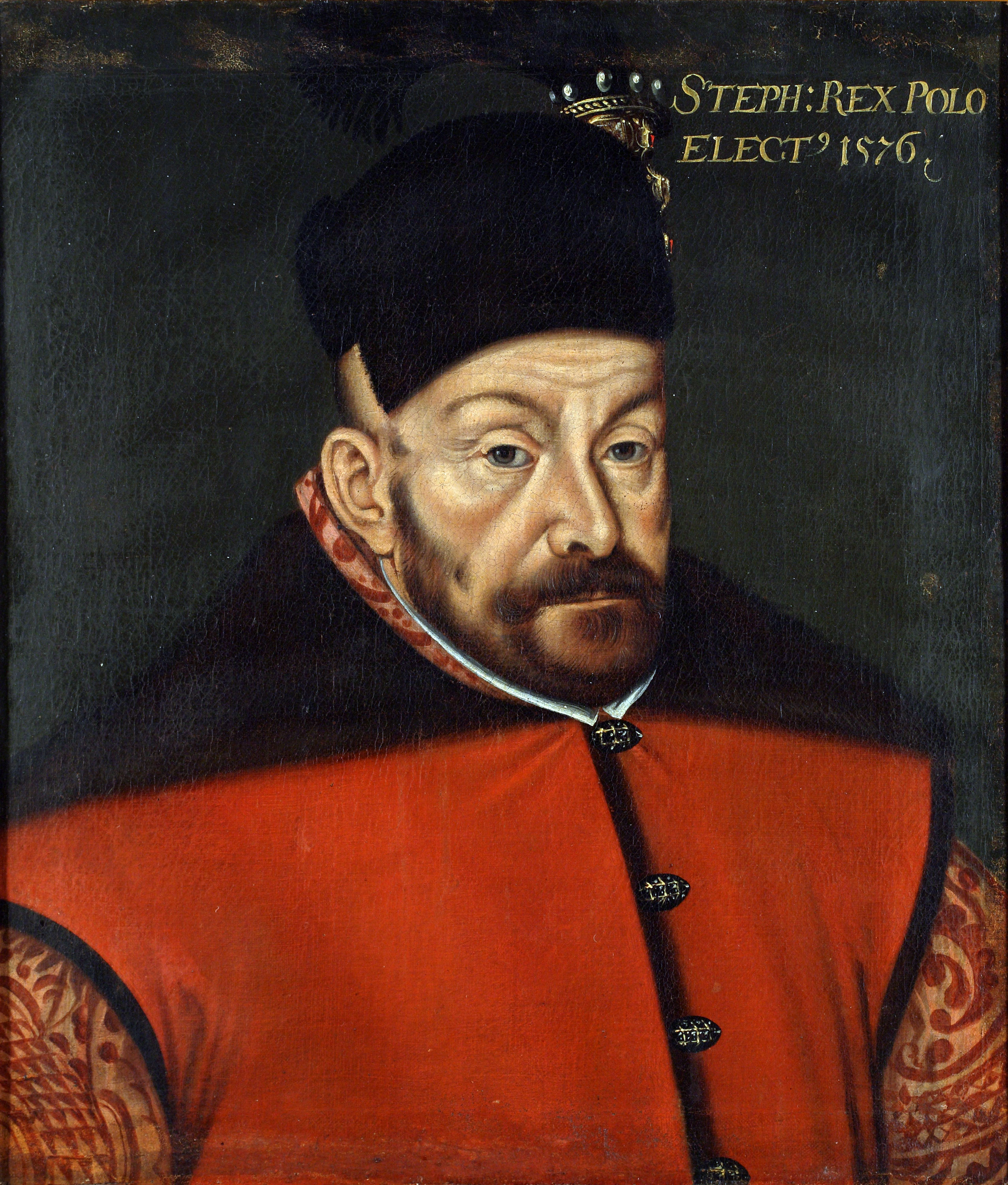
Stefan Batory

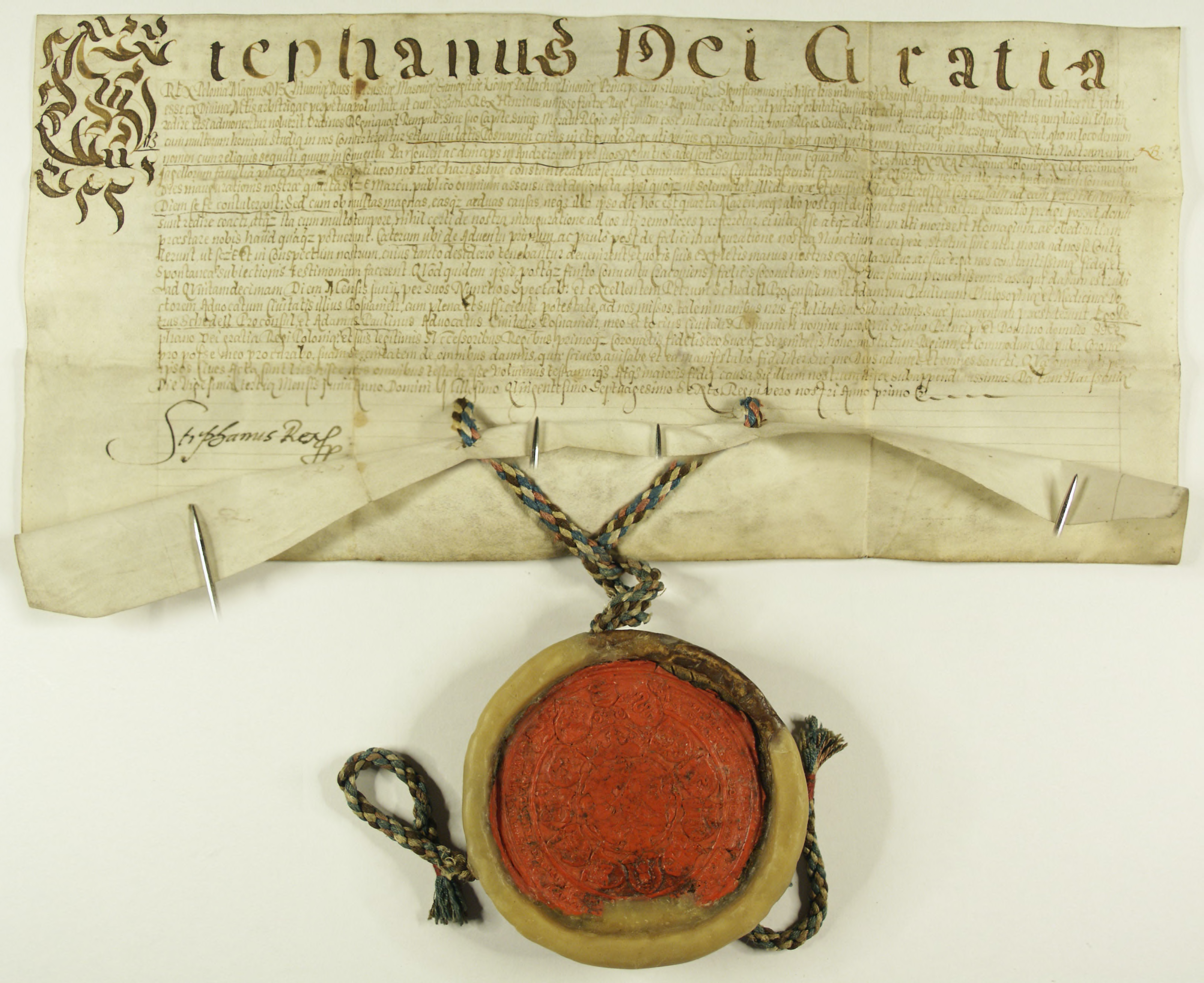
Stefan Batory zaświadcza, że posłowie miasta Poznania brali udział w elekcji (ze zbiorów Archiwum Państwowego w Poznaniu)

Sejm elekcyjny rozpoczął się 8 listopada od wysłuchania przedstawicieli kandydatów. W senacie przeważali stronnicy Maksymiliana II, zaś wśród posłów byli zwolennicy „Piasta” (Jan Zamoyski, Mikołaj Sienicki) i Stefana Batorego (Andrzej Zborowski). Spory trwały do 12 grudnia 1575 roku, kiedy prymas Jakub Uchański, pod naciskiem nuncjusza papieskiego Vincenzo Lauro, ogłosił wybór Maksymiliana II Habsburga na króla Polski i wielkiego księcia litewskiego. Wyboru króla dokonano bez zgody zgromadzonej na polu elekcyjnym szlachty. Szlachta poczuła się tak urażona, że nawet z tłumu strzelano do prymasa. W wyniku tych wydarzeń wśród szlachty doszło do kompromisu  w sprawie kandydata. Rosła pozycja Batorego, który pokonał w tym czasie w Księstwie Siedmiogrodu swojego rywala Kaspra Bekiesza i mógł użyć pieniędzy pozyskanych z pokonania go. Szlachta, za namową Zamoyskiego i Tęczyńskiego, postanowiła wybrać na króla Annę Jagiellonkę i wydać ją za mąż za Stefana Batorego. O zwycięstwie jednego z kandydatów miała zadecydować koronacja na Wawelu.

## Wyścig o koronę

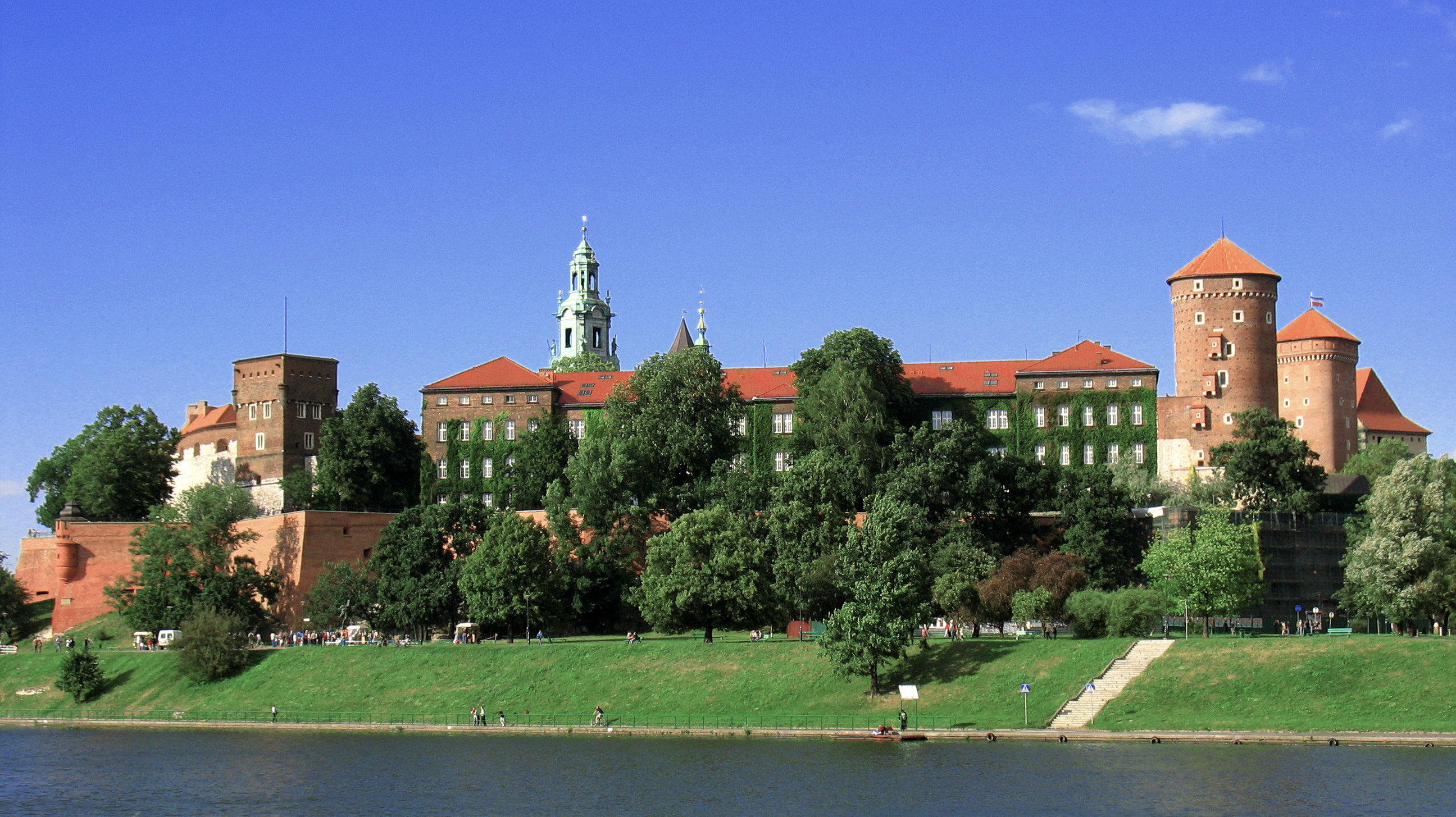
Wawel

Zwolennicy Batorego na 18 stycznia 1576 roku pod Jędrzejowem zwołali wspólny zjazd, który w lutym zajął Kraków. Wśród uczestników oprócz szlachty, w większości z Rusi, byli senatorowie: Andrzej Zborowski, Stanisław Górka i biskup kujawski Stanisław Karnkowski. Działania zwolenników cesarza były zbyt ospałe w stosunku do działań zwolenników księcia Siedmiogrodu. Do Jędrzejowa przybyli wysłannicy cesarza, którzy namawiali na koronację nie Maksymiliana, a arcyksięcia Ernesta. Do Jędrzejowa przybył również wysłannik Stefana Batorego, arianin Hieronim Filipowski. Zjazd 1 lutego potwierdził elekcję Stefana i wyznaczył termin koronacji na 4 marca. Dnia 8 lutego w katedrze w Meggesz Batory zaprzysiągł przed posłami polskimi pacta conventa i zaczął przygotowywać wyprawę. Maksymilan II Habsburg pewny swojego wyboru nie obawiał się Batorego, zrezygnował nawet z wysłania swego przedstawiciela na zjazd swoich zwolenników w Łowiczu, i zaczął dyskutować z posłami polskimi o formie pactów conventów, które podpisał dopiero 23 marca kościele augustynów w Wiedniu. Tymczasem 4 marca zebrał się w Krakowie sejm koronacyjny, na którym poselstwo od Batorego pokazało pacta conventa zaprzysiężone przez Batorego.  Dnia 6 kwietnia Batory przekroczył granicę Korony i 18 kwietnia odbył uroczysty wjazd do Krakowa. Jego wyboru na króla nie uznawała nadal Litwa, Prusy Królewskie i Jakub Uchański. 1 maja 1576 biskup kujawski Stanisław Karnkowski udzielił ślubu Annie Jagiellonce i Stefanowi Batoremu, a następnie koronował młodą parę. Nowy król przystąpił do pokojowych rozmów z przeciwnikami w celu uznania swojej władzy, co przyniosło spodziewany efekt.